# 제9회 서울 국제 만화 애니메이션 페스티벌
제9회 서울 국제 만화 애니메이션 페스티벌은 2005년 8월 11일에 열린 시상식이다.

## 수상 및 후보

### 장편 - 그랑프리
- 디스트릭트 - 아론 가우더 수상

### 장편 - 우수상
- 구름의 저편, 약속의 장소 - 신카이 마코토 수상

### 장편 - 심사위원 특별상
- 알로샤 - 콘스탄틴 브론지트 수상

### 일반단편 - 그랑프리
- 밀크 - 이고르 코발로프 수상

### 일반단편 - 우수상
- 그림자 없는 사나이 - 게오르그 쒸제벨 수상

### 일반단편 - 심사위원 특별상
- 재스퍼 모렐리의 신비한 지구탐험 - 안소니 루카스 수상

### 학생단편 - 그랑프리
- 오버타임 - 우리 애틀랜 외 수상

### 학생단편 - 심사위원 특별상
- 작업공정 - 가브리엘 가르시아 외3명 수상

### TV & 커미션드 - 심사위원 특별상
- 멍멍이 폰폰 - 파비엔 드로트 수상
- 틀리거나 혹은 맞거나 - 글레트 조리스 수상
- 로져 - 나는 죽음을 사랑한다. - 하네스 하이야 수상
- 카운트다운 - 크리스냐 사라스와티 수상

### 인터넷 애니메이션 - 싸이월드 우수상
- SAI/돈다 돈다... 그 핵으로 - 니시고리 이사오 수상

### 인터넷 애니메이션 - 심사위원 특별상
- 양성평등 - 조주상 수상

### 인터넷 애니메이션 - 관객상
- 미소짓는 물고기 - 신 창 제이 외2명 수상